# Shitennō-ji
Shitennō-ji (四天王寺? Templul celor patru regi cerești) este un templu budist din orașul Osaka, din Japonia. Este considerat a fi cel mai vechi templu budist administrat oficial de către curtea imperială a Japoniei.

## Istorie
Conform cronicii Nihon Shoki, prințul Shōtoku (593-622) a invitat trei arhitecți coreeni din regatul Paekche care să participe la construcția templului. Se crede că Shitennō-ji a fost construit în anul 593, în primul an de domnie a împărătesei Suiko (a cărei regent a fost Shotoku). Templul îi are ca patroni pe cei patru regi cerești (Shitennō), de unde îi vine și numele, dar și pe bodhisattva Avalokiteśvara (Kannon).
De-a lungul timpului Shitennō-ji a suferit multe incendii, motiv pentru care a fost restaurat și reconstruit de mai multe ori. Clădirea sa actuală datează din anul 1963, când a suferit ultima restaurație.

## Fotogalerie

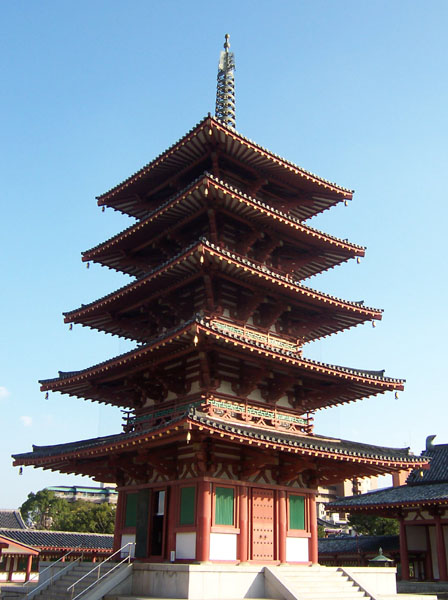
Pagoda
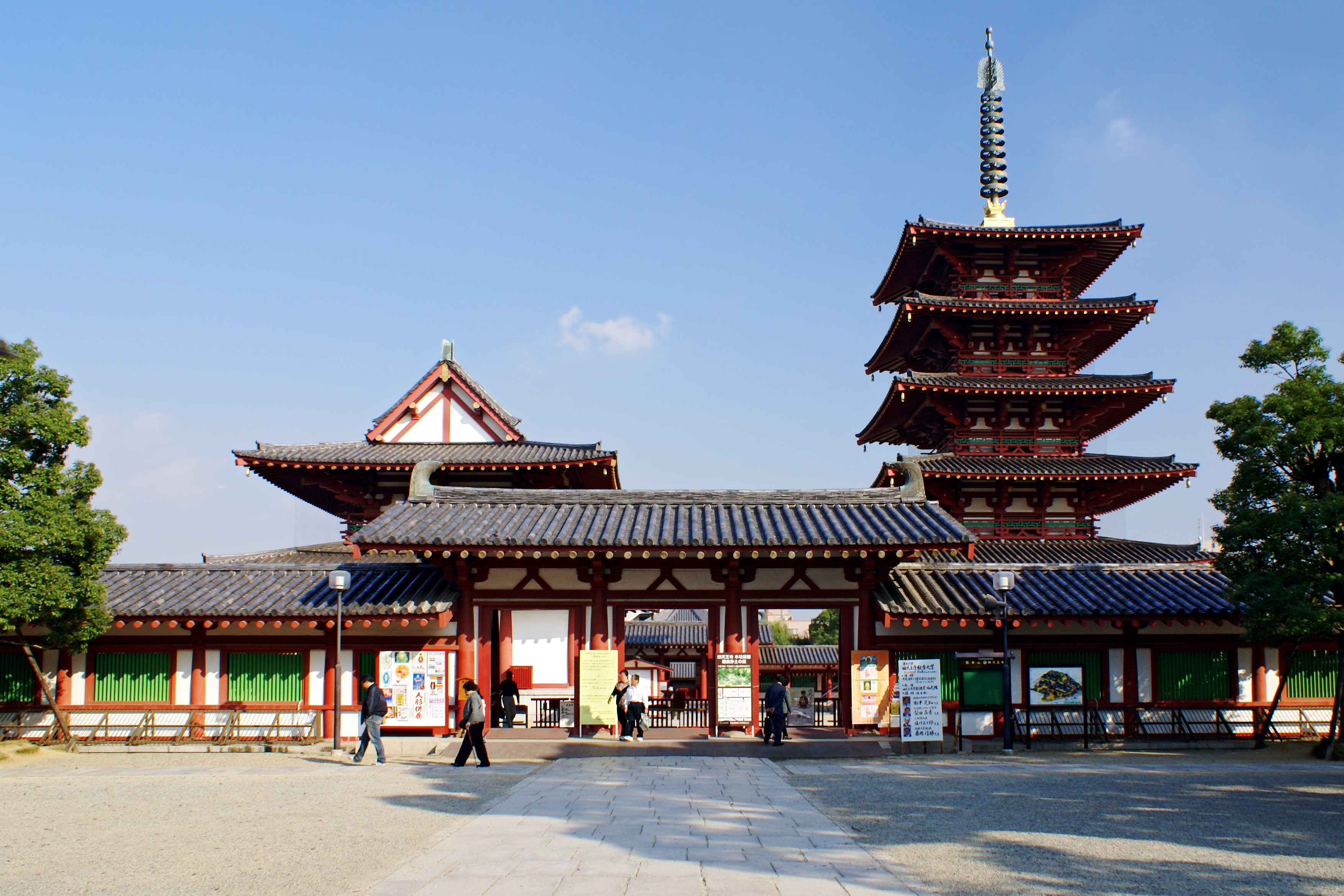
Vedere din față
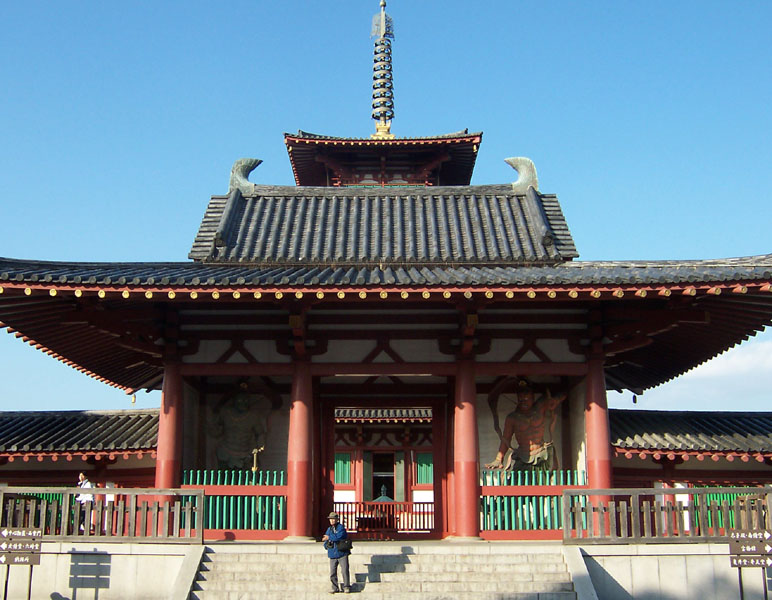
Poarta centrală (中門 Chū-Mon?), tip niōmon
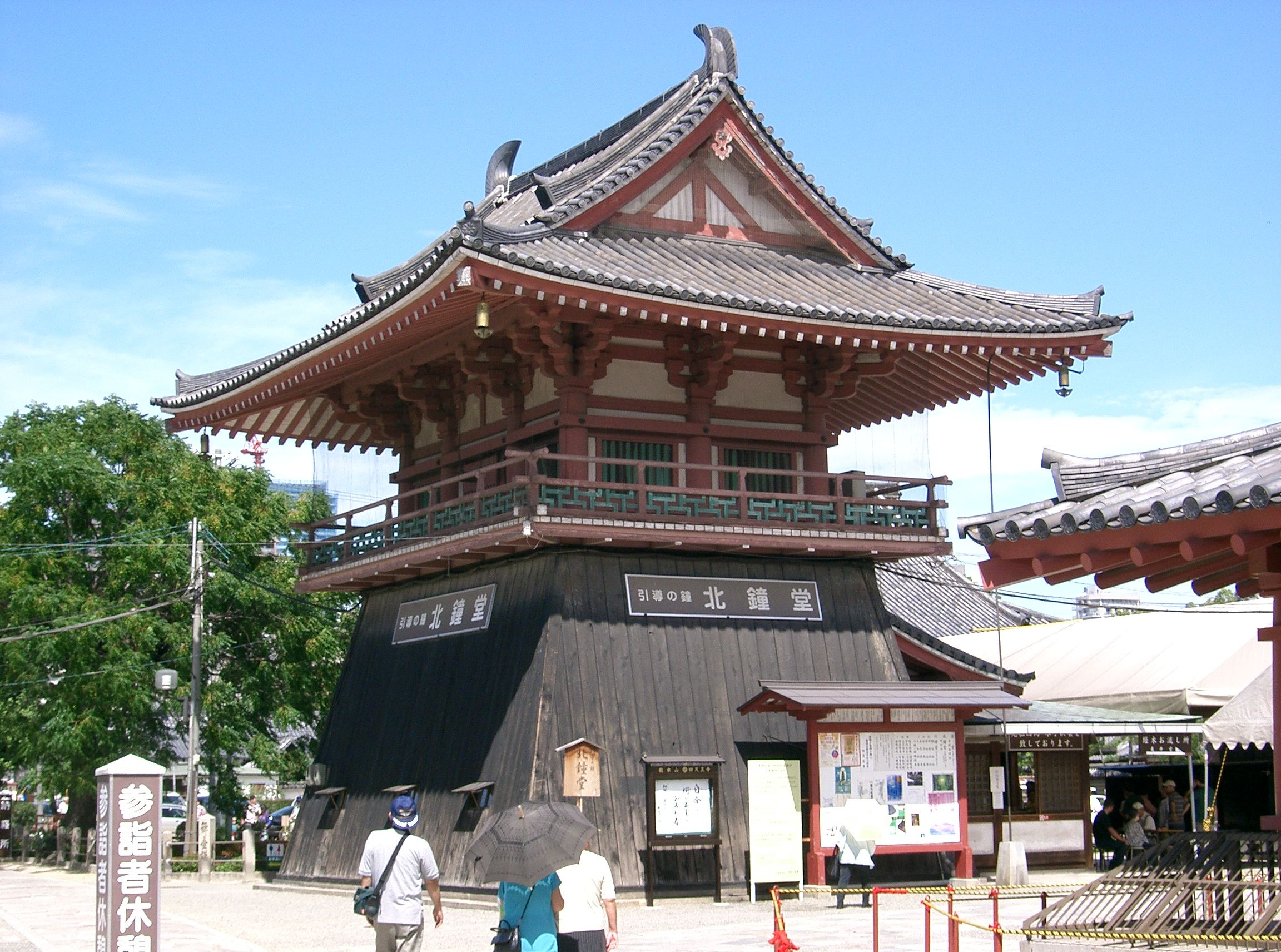
Clopotnița nordică
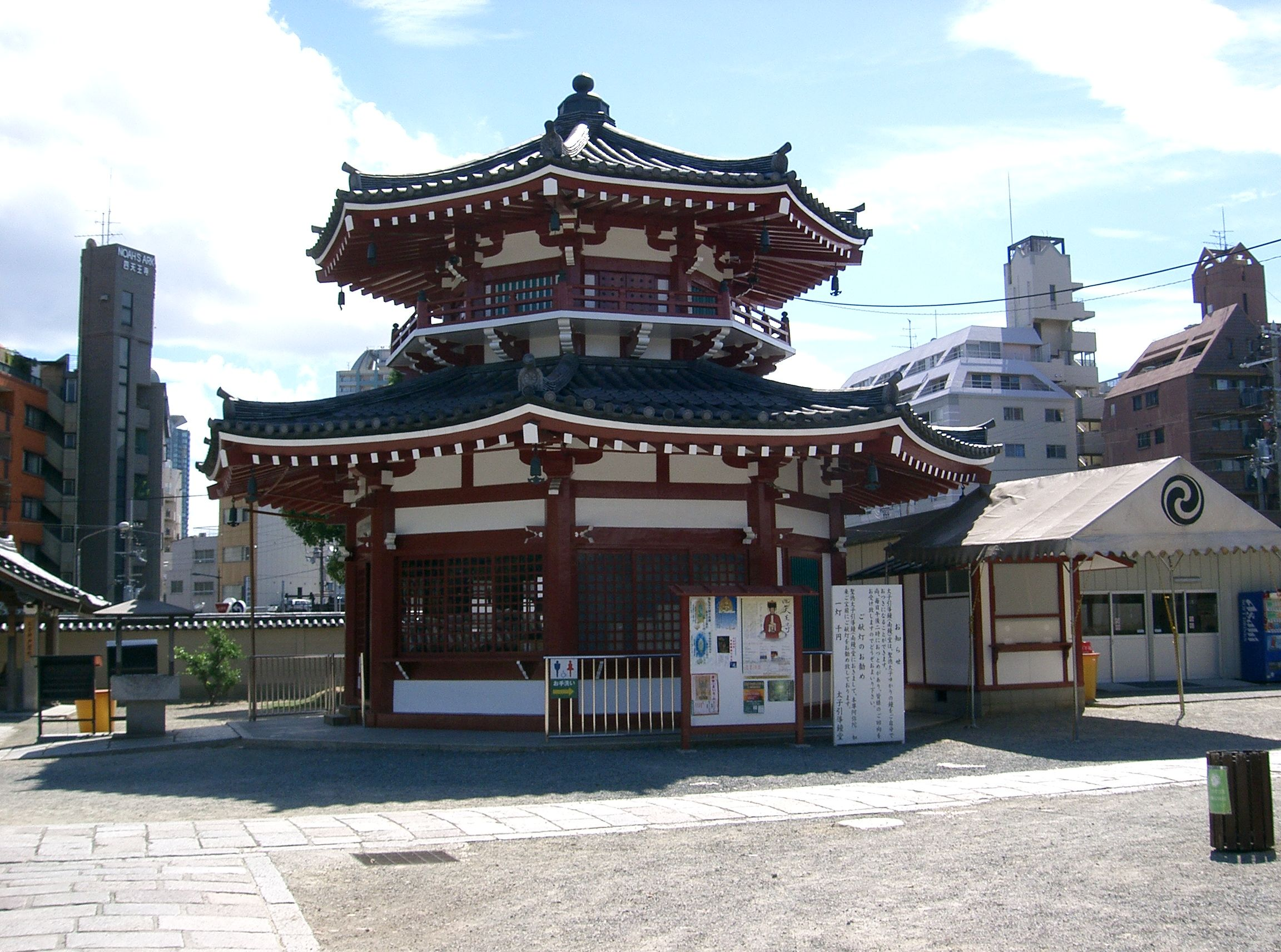
Clopotnița sudică
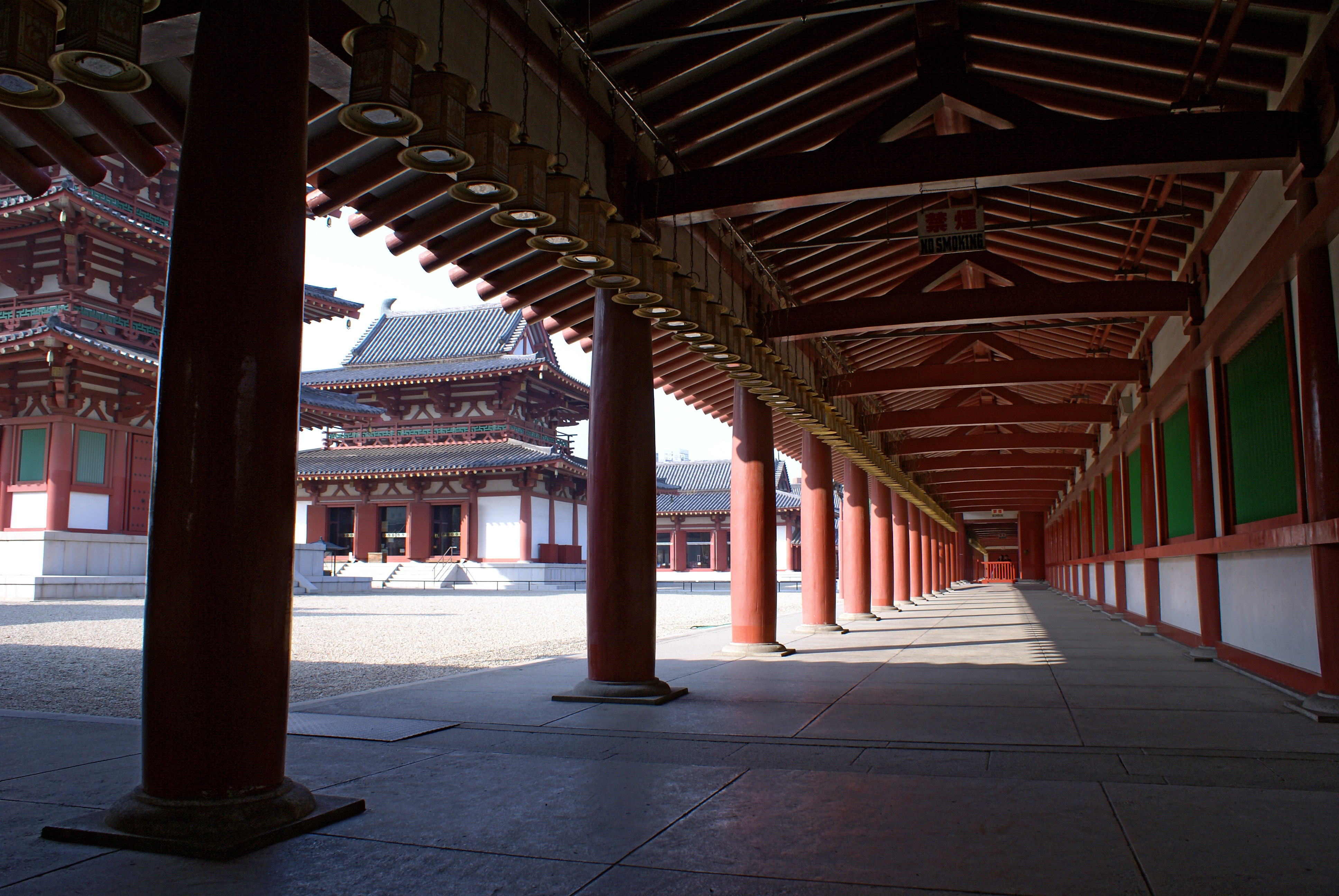
Curtea
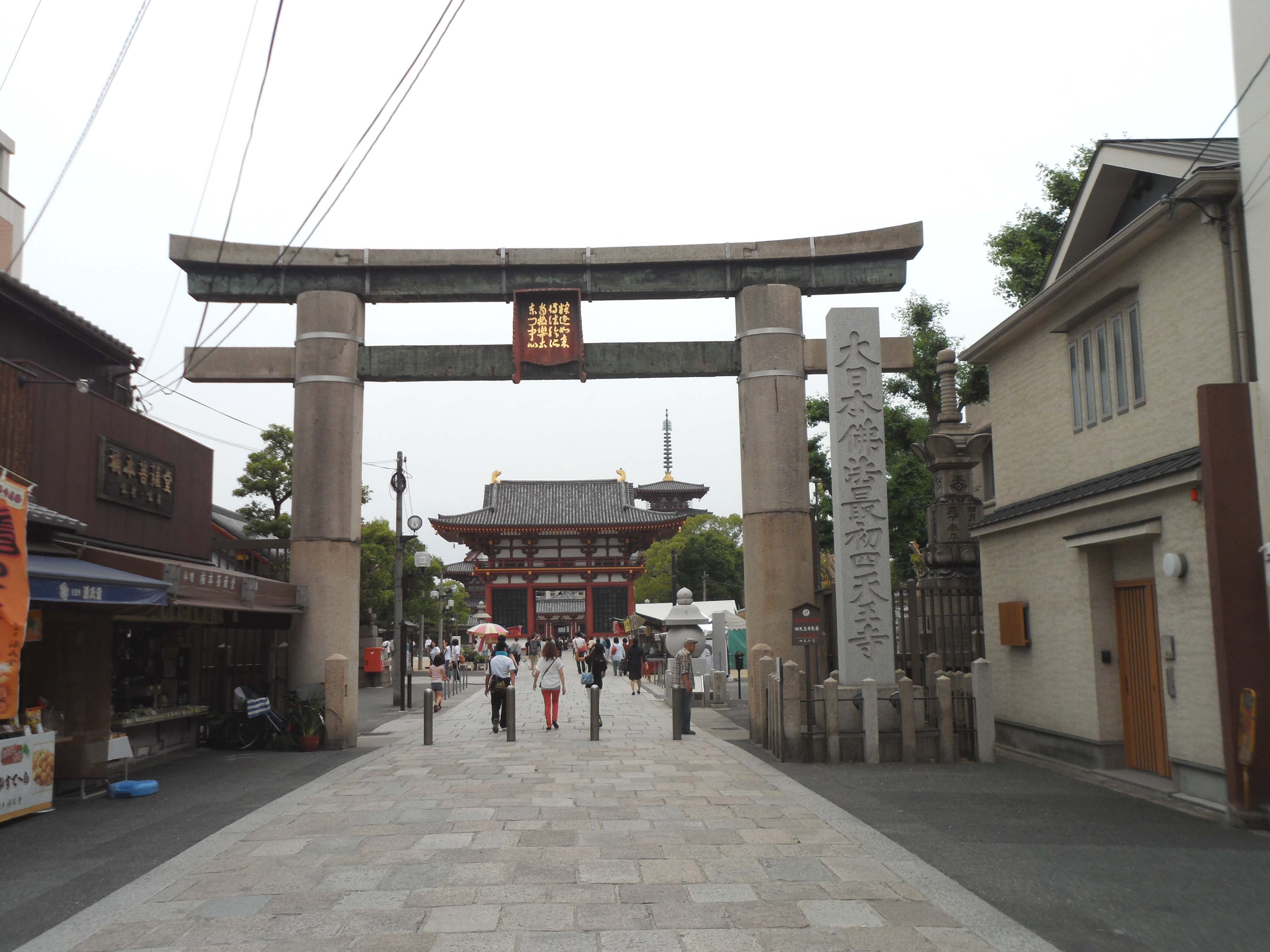
Torii din piatră